# Alekszejevkai járás (Belgorodi terület)

Az Alekszejevkai járás a Belgorodi területen

Az Alekszejevkai járás (oroszul Алексеевский район) Oroszország egyik járása a Belgorodi területen. Székhelye Alekszejevka.

## Népesség
- 1989-ben 45 304 lakosa volt.
- 2002-ben 27 493 lakosa volt, akik főleg oroszok, ukránok, örmények és azeriek.
- 2010-ben 24 425 lakosa volt.